# سن-ونان-دو-پاکت، کبک
سن-ونان-دو-پاکت (به فرانسوی: Saint-Venant-de-Paquette) شهری در منطقه شهری کوتیکوک ناحیه استری در استان کبک کانادا است. در سرشماری سال ۲۰۱۱ این شهر ۱۳۸ نفر جمعیت داشته‌است و مساحت آن ۵۸٫۱۷ کیلومتر مربع است.